# Cedrelopsis rakotozafyi
Cedrelopsis rakotozafyi är en vinruteväxtart som beskrevs av Cheek & M. Lescot. Cedrelopsis rakotozafyi ingår i släktet Cedrelopsis och familjen vinruteväxter. Inga underarter finns listade i Catalogue of Life.